# Ion Roată
Ion Roată község és falu Ialomița megyében, Munténiában, Romániában. A hozzá tartozó település: Broșteni.

## Fekvése
A megye középső-nyugati részén található, a megyeszékhelytől, Sloboziatól, ötvenegy kilométerre nyugatra, a Ialomița folyó bal partján.

## Története
A 19. század közepén a mai község még nem létezett, területe Malu községhez tartozott, mely Ialomița megye Câmpul járásának volt a része és Malu, Cioara illetve Broștenii Vechi falvakból állt, összesen 1092 lakossal. Ezen község területén ekkor három templom és három iskola működött. 
1925-ös évkönyv szerint Malu községe Urziceni járás része volt, 3156 lakossal és Broștenii Vechi, Butoiu, Cioara, Malu, Principesa Maria falvakból illetve Fundu-Crasău tanyából állt. Ezen időszakban már létezett Broșteni község is, mely korábban Broștenii Noi néveb Bela községhez tartozott. Broșteni községnek ekkor 1426 lakosa volt. 1931-ben Malu községéből két községet hoztak létre: Malu községet, Malu és Butoiu falvakkal illetve Principesa-Maria községet Broștenii Vechi, Cioara és Principesa Maria településekkel. 
A kommunista éra kezdetén Principesa Maria község felvette a Ion Roată nevet, ugyanekkor Broșteni községet megszüntették, a falut Ion Roată közigazgatási irányítása alá helyezték. 
1950-ben a Ialomițai régió Urziceni rajonjának volt a része, majd 1952-ben a Ploiești régióhoz csatolták. 1956-tól a Bukaresti régió irányítása alá került. 1964-ben Cioara falut Colinele névre keresztelték át. Az 1968-as új megyerendszerben Ilfov megyéhez csatolták, ekkor Colinele és Broștenii Vechi falvak önálló települési státuszát megszüntették, és Ion Roată falu részei lettek. 1981-től a község ismét Ialomița megye része lett.

## Lakossága
| Nemzetiségek        | 2002 | 2002   |
| ------------------- | ---- | ------ |
| Románok             | 3720 | 99,83% |
| Romák               | 2    | 0,05%  |
| Németek             | 2    | 0,05%  |
| Magyarok            | 1    | 0,02%  |
| Egyéb nemzetiségűek | 1    | 0,02%  |
| Összesen            | 3726 | 100,0% |